# Kloster Mont-Sainte-Marie

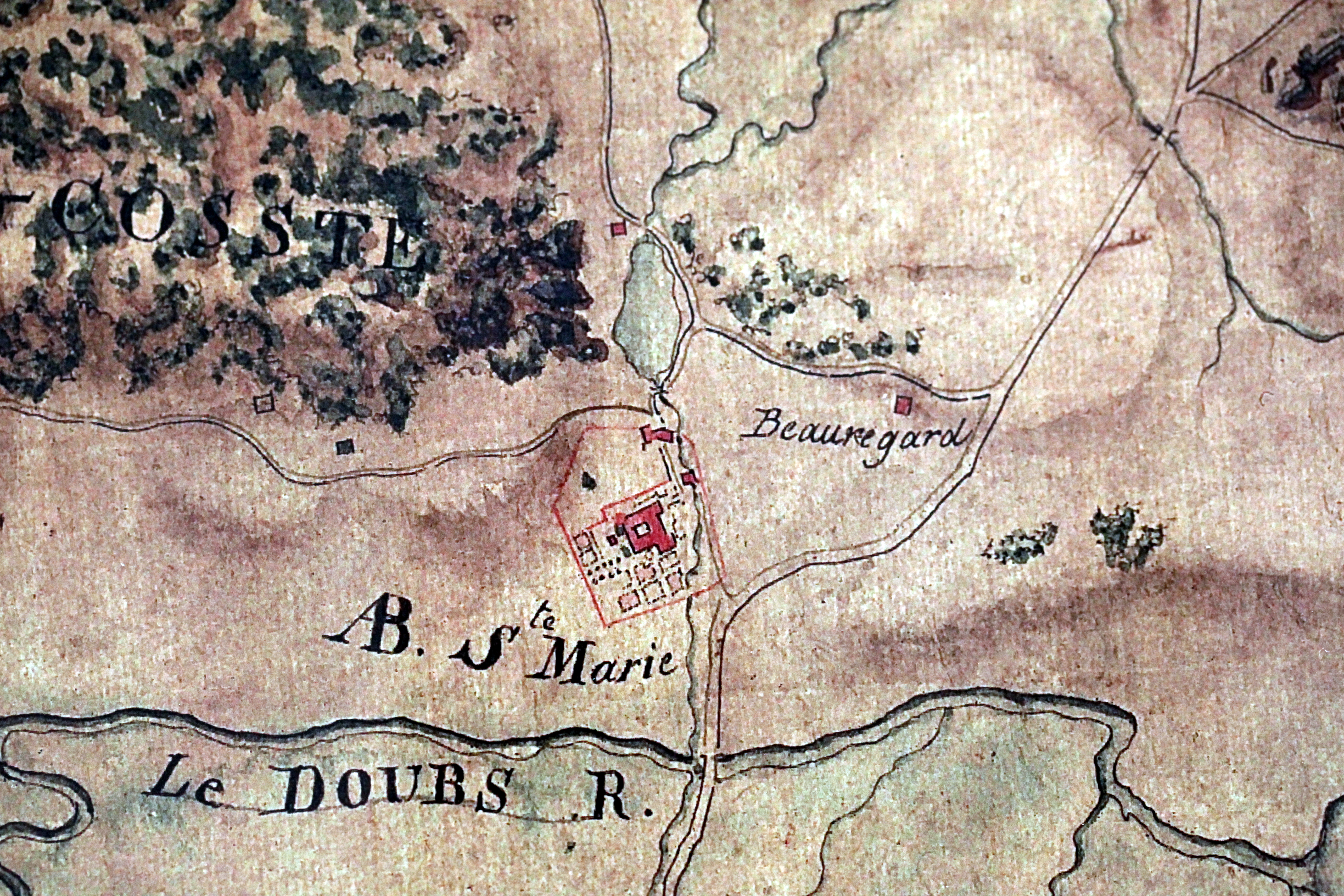
Das Kloster Mont-Sainte-Marie auf einer Karte von 1785

Das Kloster Mont-Sainte-Marie (Mons Sanctae Mariae) ist eine ehemalige Zisterzienserabtei in der Gemeinde Labergement-Sainte-Marie im Département Doubs, Region Bourgogne-Franche-Comté, in Frankreich. Es lag rund 18 km südlich von Pontarlier.

## Geschichte
Das als Eremitage von Mont-du-Fourg zwischen den Seen von Remoray und Saint-Point gegründete Kloster wurde im Jahr 1196 von Gaucher V. von Salins als Tochterkloster der Primarabtei Clairvaux dem Zisterzienserorden angeschlossen und 1243 an seinen späteren Ort verlegt. Durch Stiftungen der Herren von Chalon und Joux wurde das Kloster schnell wohlhabend und errichtete die acht Grangien Pissenavache, Vons, Cessay, Montorge, Montigny, Montrinsans, Les Champs-Nouveaux und Pont de la Taverne. Durch Brände und kriegerische Ereignisse wurde das Kloster in den Jahren 1429, 1575 und 1639 in Mitleidenschaft gezogen, jedoch wurde es jeweils wiederaufgebaut. Nach dem Dreißigjährigen Krieg gelang die Erholung aber nurmehr mit Mühe. In der Französischen Revolution fand das Kloster sein Ende. Die Gebäude wurden in der Folge abgebrochen. Das Grab der Herren von Chalon gelangte teilweise in den Louvre. Am Ort ist die Sankt-Theodul-Kapelle erhalten.